# Młody Winston
Młody Winston (ang. Young Winston) – amerykańsko-brytyjski film historyczny z 1972 roku w reżyserii Richarda Attenborough, zrealizowany na podstawie wspomnień Winstona Churchilla. Zdjęcia kręcono w Maroku (Marrakesz), Anglii (m.in. Londyn, pałac Blenheim, hrabstwa Hampshire, Kent, Surrey) i Walii (hrabstwa Powys i Carmarthenshire).

## Główne role
- Simon Ward - Winston Churchill
- Robert Shaw - Lord Randolph Churchill
- Anne Bancroft - Lady Jennie Churchill
- Jack Hawkins - Pan Welldon
- Ian Holm - George E. Buckle
- Anthony Hopkins - David Lloyd George
- Patrick Magee - Generał Bindon Blood
- Edward Woodward - Kapitan Aylmer Haldane
- John Mills - Generał Herbert Kitchener